# Дэвид Копперфильд (персонаж)
Дэвид Копперфильд (англ. David Copperfield) — главный герой романа Чарльза Диккенса «Жизнь Дэвида Копперфилда, рассказанная им самим», впервые изданного в 1849—1850 годах. Стал героем ряда экранизаций книги.
Литературоведы полагают, что в литературной биографии Копперфильда многое взято из житейского опыта самого Диккенса. Дэвид — единственный ребёнок в семье. Он рождается после смерти отца, у него появляется жестокий отчим, позже Копперфильду приходится переносить плохое обращение в школе. После смерти матери он начинает работать на фабрике, но вскоре находит двоюродную бабку, которая принимает участие в его судьбе. Дэвид получает полноценное образование, становится писателем, женится на Доре Спенлоу (её Диккенс наделил чертами своей первой любви), хоронит её, влюбляется в Агнес и с ней, наконец, обретает счастье.

## В кино
Дэвид Копперфильд стал главным героем множества экранизаций романа:
- Дэвид Копперфильд — фильм 1911 года, снятый Теодором Марстоном (немой);
- Дэвид Копперфильд — британский фильм 1913 года, снятый Томасом Бентли (немой);
- Дэвид Копперфильд — датский фильм 1922 года, снятый Сандбергом (A. W. Sandberg) (немой)IMDb;
- Личная история, приключения, опыт и наблюдения молодого Дэвида Копперфилда — американский звуковой фильм 1935 года, снятый Джорджем Цукором;
- Дэвид Копперфильд — бразильский телесериал 1958 года;
- Дэвид Копперфильд — итальянский фильм 1965 года, снятый Антоном Джулио Маджано;
- Дэвид Копперфильд — французский телефильм 1965 года режиссёра Marcel Cravenne;
- Дэвид Копперфильд — британский телесериал 1966 года, снятый Джоан Крафт (13 серий по 25 минут);
- Дэвид Копперфильд — британский телефильм Дилберта Манна, вышедший в 1969 году (120 минут, цветной);
- Дэвид Копперфильд — ещё одна экранизация Джоан Крафт, 1974 года (300 минут в 6 сериях, цветной);
- Дэвид Копперфильд — ещё одна британская экранизация, сделанная в формате телесериала (10 серий по 30 минут) Барри Леттсом в 1986 году;
- Дэвид Копперфильд — анимационная версия истории, сделанная в 1993 году в Канаде Доном Ариоли (90 минут);
- Дэвид Копперфилд — англо-американский фильм 1999 года Саймона Кёртиса;
- Дэвид Копперфильд — американский фильм 2000 года, снятый Питером Медаком (3 серии по 60 минут);
- История Дэвида Копперфилда — англо-американский фильм 2019 года режиссёра Армандо Ианнуччи.